# الضباري (حبيش)

تعديل مصدري - تعديل

الضباري هي إحدى قرى عزلة جبل خضراء بمديرية حبيش التابعة لمحافظة إب، بلغ تعداد سكانها 1010 نسمة حسب تعداد اليمن لعام 2004.